# Diploschistes caesioplumbeus
Diploschistes caesioplumbeus är en lavart som först beskrevs av William Nylander och fick sitt nu gällande namn av Edvard Vainio. 
Diploschistes caesioplumbeus ingår i släktet Diploschistes och familjen Graphidaceae.   Inga underarter finns listade i Catalogue of Life.